# Uwe Rumberg
Uwe Rumberg (* 26. Juli 1958  in Freital) ist ein sächsischer Kommunalpolitiker (parteilos/Wählergruppe Konservative Mitte, vormals CDU) und seit 2015 Oberbürgermeister der Großen Kreisstadt Freital im Landkreis Sächsische Schweiz-Osterzgebirge.

## Leben
Rumberg wurde in Freital geboren und wuchs in einfachen gutbürgerlichen Verhältnissen mit zwei Geschwistern auf. 1975 schloss er die Polytechnische Oberschule ab. Von 1975 bis 1979 absolvierte er eine Berufsausbildung mit Abitur im VEB Edelstahlwerk 8. Mai 1945. Im Jahr 1982 erlangte er an der Ingenieurschule für Kraft- und Arbeitsmaschinenbau „Rudolf Diesel“ Meißen das Diplom (FH) im Kraft- und Arbeitsmaschinenbau. Schließlich übernahm er 1986 den Handwerksbetrieb seines Vaters.
Im Zuge der Friedlichen Revolution in der DDR engagierte er sich in der Politik und wurde 1990 für die CDU in den Freitaler Stadtrat gewählt, ab 1993 war er bei der Stadt Freital angestellt. 1999 zog er erstmals in den Kreistag ein. Zuletzt war Rumberg ab 2000 als Geschäftsführer der städtischen Wohnungsgesellschaft Freital mbH (WGF) tätig.
Am 7. Juni 2015 wurde er mit 51,3 % der Stimmen als Kandidat des CDU-Stadtverbands zum neuen Oberbürgermeister der Stadt Freital gewählt und trat am 1. August 2015 die Nachfolge seines damaligen Parteifreundes Klaus Mättig an. Im Juni 2020 erklärte er mit acht weiteren Freitaler CDU-Politikern seinen Austritt aus der CDU. Hintergrund waren Differenzen innerhalb des Freitaler CDU-Stadtverbandes, insbesondere im Bezug auf den Umgang mit der COVID-19-Pandemie. Im April 2021 trat er der „Konservativen Mitte“ bei, einem Verein, der aus der gleichnamigen Freitaler Stadtratsfraktion der ausgetretenen CDU-Mitglieder hervorgegangen war. Als Kandidat der Konservativen Mitte trat Rumberg 2022 zur Wiederwahl für eine zweite Amtszeit an. Er gewann die Abstimmung am 12. Juni 2022 mit 60,8 % der gültigen Stimmen.
Uwe Rumberg ist seit 1982 verheiratet und hat zwei Kinder. Er gehört der evangelisch-lutherischen Kirche an.

## Politische Positionen
Während in Freital von Rechtsextremisten mitorganisierte Aufmärsche gegen die Umfunktionierung eines ehemaligen Hotels zu einem Flüchtlingsheim stattfanden und auch Gewaltaufrufe publik wurden, bezweifelte Rumberg, laut Tagesspiegel, Hilfsbedürftigkeit und Integrationswillen der Flüchtlinge. Man müsse, so Rumberg, stärker unterscheiden „zwischen wirklich Hilfsbedürftigen und sogenannten Glücksrittern, die nach Deutschland kommen, um auf Kosten der Gemeinschaft ein sorgloses Leben ohne Gegenleistung zu führen“. Bereits während des Wahlkampfes hatte er „Sanktionen gegen pöbelnde und gewalttätige Asylbewerber“ und Grenzen der Willkommenskultur gefordert.
Im August 2015 kündigte Rumberg in einem Interview mit der Sächsischen Zeitung an, er wolle Asylbefürworter und -gegner zu gemeinsamen Gesprächen bewegen, damit „die Konflikte nicht auf der Straße ausgetragen“ werden.
Anlässlich der Anschläge auf Asylsuchende durch die rechtsextremistische terroristische Vereinigung „Gruppe Freital“ spielte Rumberg die Taten herunter. Nach der Verurteilung der Täter begrüßte Rumberg das Urteil und erklärte, dass sich „die Probleme, die wir – auch in Bezug auf die Flüchtlings-/Asylthematik – in unserem Land haben“ nicht mit Gewalt lösen ließen. Gegen die „pauschale Verurteilung“ seiner Stadt wehre er sich weiterhin. Journalisten der Leipziger Internet Zeitung stellten fest, Rumberg habe Rassismus und Rechtsextremismus als Ursachen der Gewalt nicht verurteilt, in Jungle World wurde zudem herausgestellt, dass Rumberg in der Stellungnahme nicht auf die Opfer eingegangen sei.